# 甲戌風災
甲戌風災發生在1874年9月22日（清同治十三年，歲次甲戌，農曆八月十二日）到23日，一個強烈颱風橫過珠江口，先後吹襲香港及澳門，遠至廣州亦受災害。在香港，颱風造成2,000餘人死亡，是當時人口的近8%，成為香港有記錄至今第三多人死亡的風災，風暴期間，千間房屋被摧毀，維多利亞港內十多艘遠洋船隻沉沒，數百隻中國帆船沉沒。澳門約有5,000人死亡，以當年澳門人口約60,000人計，死亡人數之高，亦是澳門史上最多人死亡的風災。广东香山縣的死亡人数超过20,000人。清政府位于鯉魚門、汲水門的税厂房屋亦倒塌。

## 氣象歷史
香港天文台根據歷史氣象觀測數據再分析，該颱風在西北太平洋生成，横過菲律賓呂宋島以北的巴林坦海峽或擦過呂宋島北部進入南海。而據香港港口當局風災後依靠船隻紀錄的調查，相信引起甲戌風災的颱風在9月22日下午4至6時仍位於東沙附近，向西北方向移動。

### 侵襲珠江口
據香港中環和港口的氣象報告，香港在9月22日上午吹西北風，氣溫悶熱，但氣壓自中午不斷下降，港口在黃昏開始起風，吹西北偏北風。港口人員認為颱風接近，向船隻發出警告，船隻紛紛往九龍灣避風。22日下午10時，改吹北風，並伴隨著狂風大雨。23日早上1時陣風不斷加強，極其猛烈。颱風在早上2時最接近香港，當時其中心在香港的南面附近，向西北偏西方向移動，香港部份地區曾出現短暫風勢平靜，但只持續4至5分鐘。香港中環氣壓計在2時03分錄得最低氣壓為28.70吋汞（971.8百帕），港口錄得最低氣壓為28.88吋汞（977.8百帕）。2時後，風向突然轉向東北偏東，風力極其暴力，大量海水淹沒沿岸。由於政府醫院的氣象觀測裝置被吹毀，因此沒有風速記錄，但從建築物倒塌方向可知，從西北到東北方向吹來的風力最為猛烈。4時後，風力開始減弱。到7時，吹西南風，風力漸無。
颱風橫過香港南部後，接近澳門。在22日晚上，澳門炎熱而寂靜，有人到南灣夜行。夜空中還可看到月光。但不久，下起了大雨和刮起強風。人們趕回家關好門窗。海水不斷上漲，不久，一艘帆船隨浪衝上陸地撞向一教堂。風勢越來越大，房屋起火，火勢不久蔓延到聖安多尼堂區，居民逃到教堂避難。4時左右颱風在澳門登陸，澳門錄得的最低氣壓為27.95吋汞（946.5百帕）。後來，澳門氣象局最作進一步分析，最低氣壓為945百帕。而香港天文台在2020年製造的專題報告，指出停泊在內港的Gunboat Tejo軍艦錄得的最低站氣壓945.5百帕，換算為海平面氣壓為946.2百帕，在凌晨3-6時期間持續錄得12級風力。

## 影響

### 香港
颱風9月22日開始影響香港，至23日達到高峰。襲港期間，陸上17名歐洲人死亡，中國人死亡據估計相信最少在2500人以上。在海上，約200名歐洲水手及船員死亡，十多艘遠洋船沉沒，數十艘擱淺或損壞，數百隻至千隻中國漁船沉沒。

#### 破壞
颱風掀起數丈高之巨浪，整整一晝夜，覆舟毀屋數千。房屋損壞嚴重，超過1000間房屋被吹到，部份政府建築物包括港督居住之山頂別墅亦損毀。石澳、鶴園、土瓜環、馬頭圍等村落被夷為平地。雖然9月23日上午2至3時為天文低潮，維多利亞港內依然出現風暴潮，海水比正常高潮高出5至6英尺（1.52至1.83米），港口人員更估計高潮達10英尺（3.04米），不少地方被水淹，導致至少712個華人被淹死，84個華人被倒塌的房屋壓死。
颱風導致的破壞情況嚴重。強大的風力把海水沿鯉魚門不斷推至維多利亞港，導致燃氣廠被淹沒，停止運作，沒有電力供應，導致全港停電。市内出現火災，蘇杭街更出現爆炸，消防車紛紛出動。市内水浸嚴重，水深過腰，事後量度，市内水位爲5英尺（1.52米）。
風災後，部份海傍堤圍被沖走，海旁的碼頭貨倉被摧毀。樹木倒塌阻塞導致許多道路無法通行。市內多處起火，華人居住區尤其嚴重。許多電線桿被風吹倒，導致電力中斷。大多數燈柱的罩也被風吹走。另外，煤氣廠受到了破壞，導致颱風過後兩日無法供應煤氣。海底電纜也受損，不能通信。財物損失達500萬元。
維多利亞城超過九成的房屋受到不同程度的破壞。當時新建成的聖約瑟教堂被摧毀，筲箕灣及油麻地的天后廟被吹塌，香港仔、黃埔船塢遭受嚴重破壞，西環一堅固住宅「堡壘閣」的屋頂被揭起，2樓部份柱樑倒塌。在太平山，儘管西人的房屋較堅固，仍有不少房屋也被摧毀，新建成的療養院屋頂被吹走，太平山山頂信號站被摧毀，不得不重建。中環街市左右兩側的外牆粉碎。鶴園、馬頭圍、土瓜灣、馬頭涌的村落沒有一間房屋在颱風後站立，其中土瓜灣、馬頭涌村成為廢墟，村民紛紛離開。薄扶林水塘設施損毀，水管堵塞，致水供應暫停一天以上。下水道也受到破壞，導致污水遲遲不能流走，加上大堆雜物堵塞嚴重，市内污臭不堪，衛生惡劣，幸好未有爆發疫病。
政府建筑的情況則較好，大多是門窗被吹飛，但部份也相當嚴重。政府辦公樓的煙囪被吹走，房頂倒塌。香港大會堂的門廊遭到粉碎。軍營和赤柱的軍事建築被刮倒，變成一堆廢墟。國家醫院被摧毀，不能運作，需要重建。筲箕灣警署及舊赤柱警署情況更加嚴重，整個警署搖搖欲墜，赤柱警署幾乎要完全重建。舊中區警署和域多利監獄部分屋頂被吹走，窗戶被吹走。事後檢討認為域多利監獄不安全，故加固了建筑防止犯人逃跑。啟用不足10年的昂船洲監獄全座被毀，監獄牆壁不得不拆除重建，事後在昂船洲沿岸撈獲多具屍骸。
海上方面，據統計，185艘船被吹沉，外洋輪佔35艘，另455艘船受損，100艘帆船和艇隨大浪飄走不見蹤影。許多中國人所擁有的帆船和艇受破壞受損，數字多得難以統計。昂船洲和筲箕灣分別有100艘和37艘帆船擱淺。在香港仔，大約有100艘帆船和舢舨擱淺。在赤柱，颱風過後該處所有的艇皆消失沉沒。
颱風過後2日，工人開始工作，市内雜物倒塌物逐渐得到清理。

#### 善後
截至當年9月30日，香港警方共尋得604個中國人和17個歐洲人的屍體，并已經埋葬，或由死者的相關人士取回。東華醫院將昂船洲被發現的屍體與其他罹難者一併合葬雞籠灣墳場，稱為「遭風義塚」。1959年雞籠灣墳場停用，義塚被遷到和合石墳場。
當時的警察司田尼以保障警察安全為由，下令禁止警員參與救災，事後遭受社會輿論譴責，並要求追究田尼的責任，但被時任港督堅尼地拒絕。英國殖民地部大臣卡納芬辯稱，田尼是出自「良好動機」。
甲戌風災是香港開埠之後較為嚴重的風災，而當時的香港並沒有專門負責氣象的部門，亦沒有人專職警告颱風的來臨，因此造成嚴重人命及財產損失。在此次颱風之後，1879年英國皇家學會建議提出在香港設立氣象觀測台，以觀察颱風氣象活動。港英政府研究後，1882年接納學會建議，最後在1883年成立香港天文台。 加上香港早年建設的排水體系工程質素亦參差，甲戌風災面對狂風暴雨，明渠氾濫，把洪水連捲起的泥土沖毀周邊民居。

### 澳門
雷電引發了多處火災，無數建築物焚燬，包括大量政府與私人樓宇，2,000艘漁船、貨船沉沒，多人被燒死、墮海溺斃、被雜物擊中死亡或遭倒塌之樓房壓死，釀成5,000人罹難，其中澳門半島有3,600人喪生、氹仔死1,000人、路環400人斃命，損失達200萬銀元，300艘船隻被破壞，内有大量遇難者。

#### 破壞
由於颱風襲來時非常迅速，故當局沒有發出任何警告，同時澳門沿岸出現具破壞力風暴潮，模型運算估計得出澳門的最高潮位為5.37m，減去天文大潮（2.60 m）約為2.77m的風暴潮增水，在1974年出版的一份資料中提到當時澳門出現了高出最高潮位7英尺的洪水（即在天文大潮之上高出2.13米）。據稱，氹仔、路環居民幾乎全部遇難。根據1874年10月26日海島指揮官向澳門政務司提交氹仔和路環華人社會在風災中損失報告，在荔枝碗村，僅剩餘一間完整的房屋，一名因病未能逃走的男人埋於瓦礫下死亡。風暴和水災造成氹仔村內81間房屋倒塌，85間房屋受損，不計算其物業價值，遭受的損失為85,125澳門元。路環有68間房屋倒塌，37間房屋受損，遭受的損失為44,841澳門元。而氹仔和路環的炮台及公共建築物損毀，預計維修費用為85澳門元。另外，路環前的一個小村落，風暴及水災造成30人死亡，而在氹仔的5個村落，其中2個被風暴和水災摧毀成廢墟，一個共73人死亡，另一個共30人死亡。
颱風所造成破壞之大，讓人難以置信，有資料稱，在颱風侵襲前澳門東南面發生地震，才會造成如此嚴重的破壞。碼頭、棧橋和兵營圍牆亦祇剩下地基。沙梨頭海傍河涌上的木橋被暴潮沖毀，附近村民不知，爲避風災逃命過橋，黑暗中紛紛墮落溺斃，事後撿到浮屍82具，並葬於沙崗，現葬於觀音堂後山。在颱風過後，26日早上7點30分到晚上8點發生火災，焚燒了兩個村，發現大量屍體。聖奧斯定堂，玫瑰堂，望德堂坊，聖安多尼堂區地區的教堂皆嚴重受損，其中聖安多尼教堂的教堂發生被雷電擊中起火燒毁。澳門主教座堂也遭受了重大的結構性破壞。颱風還摧毀了市政廳和大部分建築物，因此修復及擴建工程成為當務之急。澳門東望洋燈塔因風災受損，停用至1910年。
葡萄牙砲艦卡洛斯普林西號（Principe Carlos），被發現在一個稻田裡，相比原來位置南下了14英里（22.5公里）。超過700艘大商船及漁船觸礁損毀，有些船上搭載貴重貨物，熟悉情況人士估計這次船舶損毀價值約1,000,000澳門元，貨物的損失令華商損失慘重。
澳門史專著的歷史學家徐薩斯（C.A. Montalto de Jesus）時年11歲，他在其著作中描述，是次風災令人難以忘懷，澳門遭到猛烈由北轉向東的颶風，讓澳門有如遭受過爆炸般的破壞程度。在風災過後，海盜洗劫了澳門。城市多處發生大火，災民紛紛出逃，他認為可能是海盜故意放火，以便洗劫房屋。
風災破壞之大，甚至引發了澳門的移民潮，澳門葡萄牙人紛紛移民至香港。根據統計，1876年香港葡萄牙人人口為1,718人，較1853年增加了4倍。香港天主教人口也由4,520增加到5,250。據估計，當中不少是澳門而來的移民。在當時，澳門經濟本已因香港在1842年被英國佔領迅速發展而面臨競爭，經濟陷入困難。在風災過後，澳門人口外流，經濟萎縮，致澳門的經濟困境更加嚴峻。
在颱風過後數天，將城市沿岸及在灣仔、北山、白石、馬騮洲、前山、小橫琴（Dom João）發現的屍體進行土葬或火葬，此項工作得到華人醫院的積極協助。經政府埋葬的屍體共144具，火化的屍體共512具。華人醫院則稱埋葬了2,200具屍體。

#### 善後
事後，澳葡行政當局把9月22日定為「天災節」，每年此日，澳門教徒都舉行祈禱活動，提醒人們注意防範自然災害。

#### 移民潮
在接下來的兩年中，香港的天主教人口從4,520人增加到5,250人。人數的增加，很可能是730人，即15％，是來自受災葡萄牙的大量難民湧入的結果。

### 廣東
珠江口西岸從香山至順德、廣州俱受颶風及風暴潮襲擊。《廣州府志》記載“廣州颶風大作，壞房屋船筏無數，風從東南海上起，頃刻潮高二丈，濁若泥澤，香山、順德圍破堤決……”。赤溪直隶厅淹水四尺，火光遍地。據澳門資料記載，香山縣的死亡人數超過20,000人。清政府位於鯉魚門、汲水門的稅廠房屋亦倒塌。

## 外部連結
- 1874年颱風報告(英文PDF) （页面存档备份，存于）
- 颱風歲月 澳門檔案資料展